# Lumiainen (ö i Birkaland)
Lumiainen är en ö i Finland. Den ligger i sjön Näsijärvi och i kommunen Ylöjärvi i den ekonomiska regionen Tammerfors och landskapet Birkaland, i den södra delen av landet, 170 km norr om huvudstaden Helsingfors. Öns area är 1 hektar och dess största längd är 190 meter i öst-västlig riktning.